# Vickers Varsity
Il Vickers Varsity era un aereo bimotore inglese, realizzato agli inizi degli anni cinquanta dall'azienda Vickers-Armstrongs.
Così come il precedente Valetta, derivava dal Vickers VC.1 Viking e fu progettato come aereo da addestramento, per gli equipaggi dei bombardieri.

## Storia del progetto
Il progetto del Type 648, sigla di fabbrica del Varsity, nacque in risposta alla specifica T.13/48 con la quale l'Air Ministry richiedeva un velivolo plurimotore per sostituire i Wellington (della versione T.10) all'epoca in servizio nei reparti da addestramento.
Il prototipo venne portato in volo per la prima volta il 17 luglio del 1949 e, due anni dopo, iniziarono le consegne ai reparti.

## Tecnica
Bimotore ad ala media, il Varsity era sostanzialmente una versione ingrandita del Valetta. Le differenze principali consistevano nell'incremento delle dimensioni della fusoliera e dell'apertura alare, nel carrello d'atterraggio triciclo anteriore ed in una gondola nel ventre della fusoliera contenente gli apparati di puntamento necessari per l'addestramento dei navigatori.
L'armamento era costituito da un piccolo quantitativo (600 lb, pari a 272 kg) di bombe da addestramento.
L'unica versione prodotta in serie (denominata T.1) era motorizzata con i radiali Bristol Hercules della serie 264, che sviluppavano una potenza di 1 950 hp ciascuno.

## Impiego operativo
Nella Royal Air Force il Varsity prestò servizio nei principali reparti da addestramento fra il 1951 ed il 1976, dove vennero impiegati quasi tutti i 163 esemplari costruiti.
Un Varsity risulta operativo nell'aeronautica militare giordana nel corso degli anni cinquanta.
Infine un Varsity venne acquistato dalla Svenska Flygvapnet; designato TP 82, pur usato nel corso di diverse missioni umanitarie per compiti di trasporto in ragione delle considerevoli capacità di carico, venne impiegato prevalentemente in missioni ELINT. Dotato di specifiche apparecchiature che lo caratterizzavano per le numerose e vistose antenne, venne soprannominato porcospino.

## Utilizzatori
Regno Unito
- Royal Air Force

 Giordania
- Al-Quwwat al-Jawwiyya al-malikiyya al-Urdunniyya

 Svezia
- Svenska Flygvapnet